# 古代アゴラ (テッサロニキ)
テッサロニキの古代アゴラ（ギリシア語: Αρχαία Αγορά, 英語: Ancient Agora）は、ギリシャのテッサロニキにある古代ローマ時代の2世紀頃に造られたアゴラ（またはフォルム）のこと。街の中心にあるアリストレレス広場の北東に隣接している。ローマ時代のアゴラやフォルム・ロマヌム（ローマン・フォーラム）（ラテン語: Forum Romanum）と表記されることもある。
このアゴラ遺跡は、1960年代から発掘が行われ、二重列柱廊に囲まれたフォルム（公共広場）を中心とし、小規模な屋外劇場（オデオン）も備えていた。このアゴラは帝政初期頃に造られた古いアゴラ（フォルム）のあった土地に、2世紀頃に建設が行われ、テッサロニキの行政の中心施設として利用されていた。中央部分は敷石舗装された長方形のフォルム（公共広場）で、その3面を二重列柱廊が囲んでいた。列柱廊はアゴラを囲む公共的建築物への通路としても使われた。南側の柱廊は、（敷地が斜面となっているために、アゴラ全体の水平レベルを取るため）地下回廊が設けられた2階建てであった。この地下回廊部分は、現在のフィリッポウ通り沿いにあった商店街に面していた。東側の回廊は、当時の行政庁舎に面しているとともに、屋外劇場（オデオン）にも面していた。屋外劇場（オデオン）は2000から2500人の収容人員であった。南側（南東側）のフォルムの入口の柱廊部分には、2世紀頃造られたインカンターダ（Incantadas）と呼ばれる石像が一体となったが柱が並んでいたが、1864年に、これらの石像はパリのルーヴル美術館に移設された（片側にマイナス, アリアドネー, レダ像、もう片側にニーケー, アウラ, ディオスクーロイ, ガニュメーデース像が置かれていた）。
テッサロニキの古代アゴラ
- アゴラ全景
- ローマ劇場
- ローマ浴場
- 地下回廊部分
- インカンターダ (1831年)

## 現地へのアクセス
- ギリシャ国鉄 テッサロニキ新駅 から南東へ約1.6km
- アリストテレス広場バス停 から北東へ約300m